# دهکده نفرین‌شدگان
دهکده نفرین‌شدگان (انگلیسی: Village of the Damned) فیلمی در ژانر ترسناک و علمی–تخیلی به کارگردانی جان کارپنتر است که در سال ۱۹۹۵ منتشر شد.

## خلاصه فیلم
زنان یک شهر کوچک در آمریکا کودکانی بیگانه را که بدن انسان‌ها را تسخیر کرده‌اند به دنیا می‌آورند و …